# 男女糾察隊
《男女糾察隊》（日语：ロンドンハーツ）是日本朝日電視台的綜藝節目，日語簡稱、，主持人為搞笑二人組倫敦靴子1號2號，男女糾察隊也是他們最受歡迎的節目。1999年開始播出，目前於每星期二23:15至23:45（日本標準時間）於朝日電視台及其聯播網播出，海外則曾在台灣由緯來日本台播出。

## 節目概要
- 在1999年4月18日以《閃電！倫敦之心》（稲妻!ロンドンハーツ）為節目名稱開始在每週日的晚間19:56至20:54播出。後來在2001年10月23日時才改名為現在的節目名稱，並移動到現在的播出時段（日本地區於每星期二晚間9點播出）。
- 從最初的《閃電！倫敦之心》時期開始，到移至星期二播出的初期為止，節目都是以解決諧星和一般人的戀愛問題或煩惱為主要內容。最近的主力單元「吐槽大排名（格付けし合う女たち）」一開始僅是節目的短期特別企劃，但在飯島愛、杉田薰、青木沙耶加、梨花、杉本彩等來賓的個性演出下，在2004年8月31日播出時獲得18.3%的高收視率，從此「吐槽大排名」就成為節目受歡迎的常態單元。節目也成為融合戀愛、八卦、整人、時尚等元素的綜藝節目，許多大型企劃都投注了數千萬的經費。
- 2004年時，《男女糾察隊》記錄日本諧星出川哲朗從交往至求婚的戀愛過程，作為春季特別節目播出，創下了最高17.2%的收視率。次回的3小時特別節目（2004年10月12日）創下高達22.1%的最高收視記錄。在青木沙耶加的男友向父母介紹青木時瞬間收視率達到30.4%的最高點。此外這集的「吐槽大排名」來賓請到了主持人田村淳的前女友藤崎奈奈子，公開兩人過去交往的許多事情，也造成了話題。（收視率的調查以日本關東地區為主）
- 《男女糾察隊》在同時段TBS的綜藝節目、東京電視台的《開運鑑定團》，以及富士電視台火九連續劇的競爭下，收視率曾一度滑落，持續低迷了一段時間，但現在已恢復穩定。
- 平常時的《男女糾察隊》收視率不一定會超越上述三個節目，但在特別企劃單元播出時收視率通常會大幅提升。其中2005年10月11日播出的「青木沙耶加之巴黎沒兩樣時裝秀（青木さやかパリコレへ!）」收視率為19.2%。
- 《男女糾察隊》主要以男女戀情為主要討論話題，其辛辣内容和毫不留情的互揭瘡疤方式，常讓参加的藝人承受極大壓力；也因節目中辛辣的話題內容，讓此節目連續在2004年到2012年連續九年獲得日本PTA（家長會）全國協議會評定的「最不適合給小孩看的節目」第一名。節目中也多次以此自嘲[1]。

### 台灣播出概要
- 台灣在2004年由緯來日本台引進，於台灣時間每週二晚間7點（「綜藝新幹線」時段，舊集數）及週六晚間11點（新集數首播），以日語原音、中文字幕播映，節目內容較日本延遲約一個月。
- 在台灣批踢踢BBS討論版的日本綜藝節目板上，男女糾察隊是討論篇數最多最熱門的節目，篇數遠勝其他在台灣也有好口碑或收視率的《料理東西軍》及《電視冠軍》。
- 節目中許多有趣的單元也常成為台灣電視製作單位抄襲的對象，此節目在剛引進時，緯來日本台也以「台灣抄襲最愛No.1」這句話來作為宣傳廣告。此外，該節目在剛引進台灣時，只有週一晚間的首播時段，後來華視《快樂星期天》因抄襲該節目的「吐槽大排名」，一度增加周日晚間9點的重播時段。
- 目前曾經抄襲創意的臺灣節目包含：《快樂星期天》、《國光幫幫忙》、《黃金B段班》、《我愛黑澀會》、《模範棒棒堂》、《綜藝最愛憲》、《康熙來了》、《我猜我猜我猜猜猜》：《週日大精采》、《黃金舞台》。

## 登場人物

### 主持人
- 倫敦靴子
  - 田村淳（簡稱小淳）
  - 田村亮（簡稱小亮）

### 固定班底
- 有吉弘行
- 藤田妮可
- 山崎弘也（不可接觸成員）
- 狩野英孝
- 藤本敏史（日语：藤本敏史）（FUJIWARA成員）

### 吐槽大排名女性成員
| 固定班底 | 準班底 |

### 吐槽大排名男性成員
| - 狩野英孝 - 千原弟 | - 黑色美乃滋（小杉龍一、吉田敬） - 村上健志（水果酒成員） - 吉村崇（平成野武士古武士成員） - 足球時間（後藤輝基、岩尾望） - 田中卓志（非女孩二人組成員） |

### 經常出現的固定來賓
- 宮迫博之（雨上がり決死隊雨後敢死隊|雨上がり決死隊}}成員）
- 綠洲二人組（日语：オアシズ）
  - 光浦靖子
  - 大久保佳代子
- YUTTI
- 黑澤宗子（森三中成員）
- 針千本
  - 近藤春菜
  - 箕輪遙
- misono
- 磯山沙也加
- 道重沙由美（早安少女組。成員）
- 大島麻衣
- 野呂佳代
- 香蕉人
- 竹山隆範
- 陣內智則
- 尾形貴弘（PANTHER成員）
- 齊藤慎二（森林口袋成員）
- 谷澤惠里香
- 丸高愛實
- 國生小百合
- 益若翼
- 熊田曜子

### 小單元固定來賓
- 渡邊鐘－常出現在特別企劃
- HIRO（安田大馬戲團成員）－抓扒仔大人
- 品川庄司
  - 品川祐－抓扒仔大人
  - 庄司智春－抓扒仔大人、男星時尚大賽
- 阿秀（PENALTY成員）－抓扒仔大人、MQ維他命；在節目中被戲稱為「足球笨藏」
- 千原弟、河本準一、小木矢作（小木博明與矢作兼）－吐槽大排名男藝人版
- 神田宇乃、RIKACO、益若翼－男星時尚大賽
- 中澤裕子－女人真難懂
- 志村健、優香－爆料溫泉
- 快樂信吾－快樂信吾的療癒時間

### 不定期出現的固定來賓
- 小木矢作（小木博明、矢作兼）
- UNJASH（兒嶋一哉、渡部建）
- YOU
- 出川哲朗
- 阿比留優
- 森下千里
- 手島優
- 細川茂樹
- 大友康平

### 助理主播
全部都是朝日電視台的播報員
- 前田有紀
- 竹内由惠
- 島本真衣
- 森葉子
- 弘中綾香

### 節目初期至中期的固定來賓
| - 飯島愛（2007年4月引退，2008年底去世） - 梨花（初期～2006年夏） - 山口萌 - 鈴木紗理奈 | - 垠凌（） - 若槻千夏 - 真鍋香織（2004年夏～2005年冬） - 瑪露西亞 | - 佐藤珠緒 - SHEILA - 小澤真珠 - 友近（友近由紀子） - 山田花子 | - MEGUMI - 井森美幸 - 星野亞希 - 有賀五月 - 山本夢娜（2008年7月一度退出，2009年5月曾歸隊） |

- 青木沙耶加

### 早期的固定來賓
- 高田純次（偶爾以客串來賓的形式登場）
- 柴田理恵
- 上原櫻
- 河相我聞
- 山本太郎

## 主要單元

### 吐槽大排名
「吐槽大排名（格付けし合う女たち）」為本節目的招牌單元，由十名女藝人針對指定題目（例如：為了男人會不擇手段的女人、泡澡後浴缸中會有怪東西漂浮的女人）互相進行排名。在節目上會選出一名代表的女藝人，公開自己的排名，並與一般社會大眾的排名做比較，完全符合可獲得日幣100萬元獎金。預測的排名與100名一般民眾完全符合的機率為3,628,800分之1。此外，如果預測的最差前三名符合一般觀眾的調查，也可以獲得獎金日幣10萬元（至少達成三次，獎金獲得者為森下千里、青木沙耶加與Suzanne）（此應為主持人臨時起意所頒發之獎金，主持人也曾另外臨時起意頒發日幣一千元給最佳前五名符合一般觀眾的調查，而當次的獲獎者為Suzanne，台灣撥出時間為2007/11/12）。
單元中藝人間互相衝突嘲笑的過程，有時候破口大罵、有時候舉手歡呼、有時候哭泣落淚的情景，以及藝人發現「自己自認的形象」和「社會大眾的觀感」有落差時的崩潰神情，成為了本單元的最大賣點。當自己的排名在代表女藝人的預測和一般民眾100人的調查中都是最差的名次時，就會獲得「連莊（Wパンチ）」的稱號（獲得連莊稱號的女藝人，其崩潰的神情經常會被製作成手機的待機畫面，在朝日電視台的網站上提供下載。同時現場藝人也會利用花朵編織桂冠送予連莊之藝人，發起此項花朵桂冠的人為山口萌）。
- 曾經連莊的名單：

| 藝人         | 連莊項目                                             |
| ------------ | ---------------------------------------------------- |
| 梨花         | 最容易被劈腿的女人（男朋友會外遇的女人）             |
| 梨花         | 会拖垮男朋友的人                                     |
| 坂下千里子     | 和男人关系拖拖拉拉的女人                             |
| 光浦靖子     | 聞起來氣味很不好的女人                               |
| 飯島愛       | 不會給老人讓座的人                                   |
| 杉田薰       | 睡覺會打鼾的女人                                     |
| 青田典子     | 社長调查，最可能成为情婦的人（W L'amant ）           |
| 青田典子     | 一般女性调查，实际上对晚辈很坏的女人                 |
| 熊田曜子     | 牛郎調查，最容易被騙的女人                           |
| 山口萌       | 和服延长战，私底下心机很重的女人                     |
| 青木沙耶加   | 丸之内的OL調查，現在最不想變成的女人                 |
| 阿比留優     | 失婚男性調查，想要跟她再婚的女人（獲得最後一名）     |
| 鈴木紗理奈   | 生活好像很隨便的女人                                 |
| 杉田薰       | 願意交往，卻不願當做結婚對象的女人                   |
| 西岡純子     | 以後會不幸的女人                                     |
| 狩野英孝     | 交往後會感到失望的男人                               |
| 安惠美       | 個性好像很差的女人                                   |
| 高木晉哉     | 高中女生想嫁給那個男人（獲得最後一名）               |
| Misono       | 好像很容易被男人騙的女人                             |
| 阿比留優     | 搞不清楚狀況的女人                                   |
| 大久保佳代子 | 就算在一起也不覺得開心的女人                         |
| 杉山裕之     | 最不受尊敬的男人                                     |
| 熊田曜子     | 在緊要關頭會不擇手段的女人                           |
| 狩野英孝     | 30-35歲單身女性 如果結婚會選這個男人（獲得最後一名） |
| 狩野英孝     | 外國女性調查 如果結婚會選這個男人（獲得最後一名）    |
基本上吐槽大排名邀請的女藝人大多為獨身（不分是否有結過婚），不過山口萌和青木也耶加在結婚後仍繼續參加這個單元，以後山口、青木以外的已婚女藝人也有可能繼續參加吐槽大排名。觀眾間也陸續出現「吐槽大排名不需要區分是否結婚」的意見。本單元也捧紅了許多個性突出的藝人如原本是模特兒的梨花，還有青木沙耶加等，以及讓一些中生代藝人重新受到注目，例如青田典子等。
此單元曾被台灣多個電視節目抄襲：
- 中華電視公司的週日綜藝節目《快樂星期天》「快樂調查局」單元完全抄襲自此。
- 三立都會台的深夜談話性節目《國光幫幫忙》曾抄襲部分內容。
- 中天娛樂台綜藝節目《黃金B段班》部分當日主題抄襲自此。
- Channel V綜藝節目《我愛黑澀會》「美眉調查局」單元抄襲自此。
- Channel V綜藝節目《模範棒棒堂》「底迪吐嘈排行榜」單元抄襲自此。
- 中天綜合台綜藝節目《康熙來了》「康熙明星調查局」單元抄襲自此[2]。

#### 排名主題與各集簡介
2004年6月8日的第一次播出開始，到現在為止，曾經播出過的排名主題與各集簡介如下
以臺灣播出時間為主，部份為重播，若為日本時間會加註：
（除了部份特定的主題外，基本的調查對象是15至45歲之間的一般男性共100人。）
- 2004年：

06.08 - 脫掉衣服後其實很厲害的女人 / 在男人面前態度會大轉變的女人
06.15 - 內褲三日沒洗仍然照穿的女人 / 和男人出遊容易被拋棄的女人
07.13 - 警覺性很強（防衛心很重）的女人
07.27 - 沒化妝也很漂亮的女人 / 和男人關係拖拖拉拉的女人
08.10 - 內褲樣式大膽的女人
09.07 - 撿到錢包不會拿去還的女人
09.13 - 結婚後馬上就會離婚的女人
10.12 - 實際上臀部很漂亮的女人
10.26 - 想要接吻一次的女人 / 會穿破襪子的女人
11.09 - 為了身體花大錢卻不怎麼樣的女人 / 吃相很差的女人
11.23 - 以企業社長的為調查對象，立刻想要交往的女人
11.30 - 交往後就會立刻厭倦的女人 / 以企業社長為調查對象，不想讓她成為妻子的女人
12.21 - 以女高中生為調查對象，實際上胸部很漂亮的女人
- 2005年：

02.08 - 以女高中生為調查對象，絕對不想變成她的女人 泡澡後浴缸中會有異物漂浮的女人(日本播出時間)
02.13 - 爆料温泉 臀部不错的女人 青木沙耶加的爱情纪录 房间品位不好的女人
02.21 - 惡魔三角洲(4P版)
03.07 - 冒牌父親
03.14 - 想要接吻一次的女人
03.15 - 會劈腿的女人
03.21 - 為了身體花大錢卻不怎麼樣的女人 吃相很差的女人
03.28 - 惡魔三角洲：恐怖的女主角篇
04.04 - 豬頭剋星：新進諧星大調查特別節目 馬上願意成為情婦的女人
04.11 - 交往後馬上讓人生厭的女人 不想娶為妻子的女人
04.12 -（三小時特別節目）脫掉和服反而令人失望的女人 以牛郎為調查對象，最容易被騙的女人(日本播出時間)
04.18 - 豬頭剋星：新進諧星大調查特別節目 戀愛偏見王：社交名援隊VS明星隊
04.25 - 分手擂臺 惡魔三角洲
05.02 - 會拖跨男友的女人
05.23 - 報復專騙男人錢的 惡魔波霸鋼琴家
05.30 - 男諧星篇：腦袋空空的男人
06.06 - 男諧星篇：不想生這個男人的小孩
06.13 - 臉蛋好壞球 偶像超陷阱：如果被藝人追求會怎樣？
06.20 - 不想打開這女人的密封寫真
06.27 - 豬頭剋星  男諧星篇：吻功很好的男人
07.04 - 誰是胸型很美的女人
08.01 - 青木沙耶加寫真集大企劃 容易上鉤的女人
08.08 - 特別企劃：青木沙耶加寫真集加印2萬本出版紀念活動
08.15 - 明星自我分析優缺點
08.22 - 100位OL希望能馬上成為這個女人
08.29 - 緊急策劃:青木沙耶加公開測量體重 諧星母子的故事
09.05 - 有男友照樣偷吃的女人 臉蛋好壞球
09.12 - 藝人魔法約會術
09.19 - 最希望成為女友的女人
09.26 - 男藝人之初衷
10.03 - 男諧星篇：想生這個男人的小孩
10.10 - 會欺負後進的女人
10.24 - 撲滅豬哥大作戰
10.31 - 想看她裸體穿圍裙的女人
11.07 - 小淳與鮑比：第２回初夏京都嵐山爆笑遊記 撲滅豬哥特別節目完結篇：（頒獎篇）＋（制裁篇）
11.13 - 洗完澡浴缸有異物的女人 杉田薰結婚
11.14 - 50VS50女艺人身价大对决 抓扒子大人：新生代谐星的恶行（庄司智春）
11.21 - 標準低的女人
11.28 - 諧星也有春天：充滿歡笑與淚水的愛情故事 50VS50
12.04 - 緊急企劃:杉田薰VS杉本彩，我沒你那麼爛
12.05 - 童星不想合作的女藝人
12.11 - 最可能被劈腿的女人
12.12 - 熊田耀子：在世界中心呼喊對不起
12.19 - 男諧星篇：：度量小的男人
12.26 - 50VS50 爆料溫泉
- 2006年：

01.02 - 婚後馬上就會離婚的女人
01.09 - 羞於介紹給父母的女人 巴黎沒兩樣時裝秀(上)
01.16 - 巴黎沒兩樣時裝秀(中)
01.23 - 巴黎沒兩樣時裝秀(下)
01.31 - 不懂真正的接吻的女人
02.06 - 會在背後耍陰險的女人
02.13 - 巴黎沒兩樣時裝秀漏網鏡頭篇
02.27 - 完全不懂男人的女人
03.06 - 抓扒子大人 谐星的爱情故事 新进谐星大调查特别节目
03.13 - 爆料温泉:50VS50女艺人身价大对决
03.20 - 新生代谐星吐槽大排名:吻功最不好的男人
03.27 - 圣诞前夕特别节目:小淳率领众家女星的圣诞派对 猛男同志HG(Hard Gay)与小淳的好感度大比拼
04.03 - 全新单元「删除女」青田典子「Lassen」裸體畫(上)
04.10 - 青田典子「Lassen」裸體畫(中)
04.17 - 青田典子「Lassen」裸體畫(下) 女丑大排行 以結婚為前提交往的女人
04.24 - 一旦深交就讓人失望的女人
05.01 - 跳躍大猜謎 刪除女
05.08 - 根本不會接吻的女人
05.15 - 抓扒仔大人 代田光結婚
05.22 - 送貨小弟 小木矢作猜謎
05.29 - 男諧星篇：最沒品味的男人
06.05 - 特別企劃：直擊叶姐妹的私生活 50:50女藝人身價大對決
06.12 - 白色情人節特別企劃
06.19 - 泡沫青田出唱片(上)
06.26 - 泡沫青田出唱片(中)
07.03 - 泡沫青田出唱片(下)
07.10 - 青木 赤道道歉
07.17 - 女丑篇：想以結婚為前提交往的對象
07.24 - 泡沫青田VS熊田曜子，CD對決結果發表
07.31 - 母親節特別節目：諧星媽媽上節目
08.07 - 不擇手段也要釣男人的女人
08.15 - 生活好像很隨便的女人
08.21 - 50:50 虻川美穗子，森下千里
08.28 - 跳躍大猜謎 誰是最會搶別人老公的女人
09.04 - 熊田曜子:故鄉的Jesus 女人真難懂：搞笑團體非女孩2人組
09.11 - 09-11 刪除女 田村計程車
09.18 - 百萬購物(上)
09.25 - 百萬購物(下)賤嘴2人組VS東方收音機
10.02 - 諧星篇：哪個男人最容易被騙當凱子
10.09 - 女人真難懂：好孩子的濱口優
10.16 - 到東京來最想住哪個女星家？
10.23 - 女人真難懂：「品川庄司」的庄司，以及PENALTY的瓦基
10.30 - 特別企劃：青木沙耶加「熱情犬陸」
11.06 - 誰是生活好像很隨便的女人
11.13 - 女丑篇：想以結婚為前提交往的對象
11.20 - 田村計程車 封頁冠軍賽
11.27 - 阿比留優挑戰24小時100公里馬拉松(上)
12.04 - 阿比留優挑戰24小時100公里馬拉松(下)
12.11 - 大和拜金女特別篇:以60年代男性為調查對象，如果年輕20歲，想要追求的女性
12.18 - 新生代諧星撲滅豬哥特別節目(上)
12.25 - 新生代諧星撲滅豬哥特別節目(下)
- 2007年：

01.08 - 50:50 身價大對決男藝人篇
01.15 - 吐槽大排名女丑篇：如果再婚會娶這個女人
01.22 - 第一屆秋季運動會
01.30 - 沒談過什麼好戀情的女人
02.05 - 300集特別節目 記憶之牆
02.12 - 男星時尚大賽
02.26 - 田村計程車 為了男人毀掉人生的女人
03.12 - 50:50身價大對決
03.19 - 最後想共度一生的女人
03.26 - 新生代諧星篇：完全不懂女人的男人（前半段）
04.02 - 新生代諧星篇：完全不懂女人的男人（後半段）吐槽女子十二樂坊(上)
04.09 - 吐槽女子十二樂坊(下)
04.16 - （二小時特別節目前半段）新春大和拜金女特別篇：讓人覺得很麻煩的女人
04.23 - （二小時特別節目後半段）2007年手相大排名：戀愛運很好的女人，性慾強的女人
04.30 - 爆料溫泉 抓扒仔大人
05.07 - 沒談過什麼好戀情的女人
05.14 - 爆料溫泉 第二屆男星時尚大賽
05.21 - 女丑篇：以外籍商務人士為對象，想以結婚為前提交往的女人
05.28 - 田村計程車 青木私服大改造 記憶之牆
06.04 - 最不會看人臉色的女星
06.11 - 星野亞希30歲生日SP MQ維他命
06.18 - 陣內智則&藤原紀香結婚特別企劃
06.25 - 春季特別節目 世界第一驚險絕景大賞(上)
07.02 - 春季特別節目 世界第一驚險絕景大賞(中) 完全不懂男人的女主播
07.09 - 春季特別節目 世界第一驚險絕景大賞(下)
07.16 - 願意交往，卻不願當作結婚對象的女人
07.23 - 母親節特別節目
07.30 - 第二屆春季運動會特輯
08.06 - 青田典子激勵會 田村計程車
08.13 - 這個女人倒追，男人一定會上鉤
08.20 - 這個人是誰 男星時尚大賽
08.27 - 生活方式令人有共鳴的女人
09.03 - 諧星戀愛小說大賞
09.10 - 緊急企劃：吐槽大排名健康檢查
09.17 - （二小時特別節目前半段）女主播排行篇：好像沒談過什麼好戀愛的女主播
09.24 - （二小時特別節目後半段）男諧星篇：不想生這個男人的小孩
10.01 - 女星時尚大賽
10.08 - 老婆品味大賽
10.15 - 比想像中好追的女人
10.22 - 恐怖! 100萬購物特別企劃
10.29 - 30 歲以下女藝人限定篇：情路坎坷的女人
11.05 - 吐槽大排名：納涼試膽之旅
11.12 - 沒品味的女人
11.19 - 青木大白痴100連發
11.26 - 男諧星篇：吻功不太好的男人
12.03 - （三小時特別節目前段）追男歌唱比賽
12.10 - （三小時特別節目中段）機密警告：新武器秘密簡訊 受騙王子到底是誰 上
12.17 - （三小時特別節目後段）機密警告：新武器秘密簡訊 受騙王子到底是誰 下
12.24 - 男人心大考驗（1），最瞭解男人心的是誰？
12.31 - 女丑篇：其實她是個超級好女人
- 2008年：

01.07 - 男人心大考驗（2）
01.14 - 酒店小姐眼中的日本 / 型男俱樂部
01.21 - 323位女藝人選出的性幻想對像男諧星排行榜特輯
01.28 - 會因男人而吃苦的女人
02.04 - 男人心大考驗（3）
02.11 - 感覺很沒用的女人
02.18 - （三小時特別節目前段）第一屆女人心大考驗，最瞭解女人心的是誰？
02.25 - （三小時特別節目中段）小島義雄和小淳的帥氣比賽、一億元版稅的女人！無家可歸的中學生愛的紀錄100天  上
03.03 - （三小時特別節目後段）一億元版稅的女人！ 無家可歸的中學生愛的紀錄100天  下
03.10 - （二小時特別節目前半段）業界騷動大型企劃，我們心中的第1名女藝人？
03.17 - （二小時特別節目後半段）業界騷動大型企劃，我們心中的第1名女藝人？
03.24 - 讓男人想要認真交往的女人
03.31 - 真實戀愛諮詢女王大賽！女星私下接受小淳的戀愛諮商，最真實的面目是？
04.07 - 其實吻功很不錯的女人是誰？整人計畫的謎樣美女「霧子」即將登場！
04.14 - 吐槽大排名帥哥大賽，女藝人街頭公開搭訕，誰最有挑選男人的眼光？
04.21 - 就算交往也不想跟她同居的女人到底是誰？
04.28 - 酒店小姐的高價禮物排行榜，最驚人的禮物到底價值多少？
05.05 - 男星吐槽大排名，度量最小的男人是誰？
05.12 - 抓扒仔小淳大人，制裁多名新生代諧星惡行！
05.19 - 時尚大吐槽性感女神莉亞亮麗登場！小淳、鮑比、小島比帥大對決！
05.26 - 春季特別節目，連播3週爆笑登場！女丑奇蹟美照大公開，誰才是第一美少女？
06.02 - 春季特別節目二連發，連播2週爆笑登場！這世上最美味的食物到底是什麼？上
06.09 - 春季特別節目二連發，連播2週爆笑登場！這世上最美味的食物到底是什麼？下
06.16 - 垠凌勁爆戀情大公開！
06.23 - 熱愛熟女的秋山，將飛到美國見暗戀的希拉蕊一面?!
06.30 - 素顏狗仔隊突襲人氣諧星、場景更新吐槽大排名-交往也不會持久的女人　
07.07 - 最適合跟小淳結婚的女星是誰？
07.14 - 街頭美女大賽，最正的女生到底是誰？
07.21 - 女藝人吐槽大排名，以後會很不幸的女人到底是誰？
07.28 - 藝人私下打扮大公開特別節目！
08.04 - 女丑奇蹟美照大公開！專家神奇力量，讓女丑變身大美女!!
08.11 - 北京奧運前特別節目，女藝人身懷絕技大賽！
08.18 - 男女糾察隊特別節目，針對瑛士的雙重整人計畫、"我們的第一名"永作博美爆笑時尚大吐槽、當紅男藝人吐槽大排名，想以結婚為前提交往的男人!(上)
08.25 - 男女糾察隊特別節目，針對瑛士的雙重整人計畫、"我們的第一名"永作博美爆笑時尚大吐槽、當紅男藝人吐槽大排名，想以結婚為前提交往的男人!(下)
09.01 - 36架攝影機徹底偷拍，禁忌的特別企劃「鳥居美雪24小時」！
09.08 - 經常整人的小淳，成為被整的目標？
09.15 - 男藝人前往各地發掘美女原石，改造變身成最閃亮的鑽石女孩！
09.22 - 女藝人吐槽大排名，無法談好戀情的女人!
09.29 - 搜查藝人住家，小亮老婆跟小孩終於亮相！
10.06 - 檢視女藝人丟臉的服裝，搞砸行頭大公開！
10.13 - 男諧星版奇蹟美照，化腐朽為神奇讓人嘆為觀止！
10.20 - 男人35，田村淳緊急戀愛解析PART2！
10.27 - 藝人時尚大公開秋季特別節目，第五屆男星時尚大賽！
11.03 - 國際化吐槽大排名，外國男性最想帶回祖國的是誰？
11.10 - (秋季3小時SP) 魔術簡訊（上） / 女丑奇蹟美照第二彈（上）
11.17 - (秋季3小時SP) 魔術簡訊（中） / 女丑奇蹟美照第二彈（下）
11.24 - (秋季3小時SP) 魔術簡訊（下）
12.01 - 女藝人吐槽大排名：每天好像都不開心的女人 / 鳥居美雪令眾人驚訝不已的私生活，即將揭曉！
12.08 - 當紅個性諧星獨家新聞7連發，驚人幕後畫面大公開！
12.15 - 特別來賓限定計畫 請給我們1000步：鄉廣美 / 男人35 田村淳緊急戀愛解析 (同08/07/07)
12.22 - 特別來賓限定計畫 請給我們1000步：龜田興毅 / 街頭美女大賽(同08/07/14)
12.29 - 當紅諧星「鳥居美雪24小時」PART 2，豪華整人幫手陸續登場，不要錯過！
- 2009年：

01.05 - 女藝人吐槽大排名：以後會很不幸的女人到底是誰？(同08/07/21)
01.31 - 牛年3小時SP：男諧星篇，交往後會讓人很失望的男人 抓耙子大人 最想和他上床的藝人大排名
02.16 - 魔術簡訊的狩野英孝訪問以及獨唱
02.23 - 女藝人吐槽大排名：誰是個性好像很差的女人？
03.02 - 第二屆鑽石女孩大賽
03.09 - 緊急驗證，女藝人被搭訕時到底會怎麼樣 抓耙子大人:制裁人氣諧星私生活惡行！
03.16 - 女藝人吐槽大排名：就算交往也對自己沒有幫助的女人
03.23 - 男人35，田村淳緊急戀愛解析完結篇！
03.30 - 第二屆男諧星版奇蹟美照
05.04 - 當紅男諧星吐槽大排名：女高中生將來會選擇結婚的男人
05.11 - 第三屆鑽石女孩大賽
05.25 - 好像很容易被男人騙的女人
05.31 - 朝日電視台50周年台慶：50TA 4時間SP特輯
06.01 - 緊急復活！50TA 僅此一天的演唱會
06.08 - 當紅諧星「鳥居美雪24小時」PART 3，鳥居的親姊姊現身！
06.15 - 素顏狗仔隊  男春菜V.S女春菜 比較想和哪一個上床
08.08 - 莊司美貴訂婚紀念SP
08.24 - 男諧星版奇蹟美照
08.29 - 真名大公開上
09.05 - 實錄春菜愛(大西賢示)
09.12 - 第三屆男諧星版奇蹟美照
09.19 - 在一起也不開心的女人 道重沙由美
09.26 - 不仁不義驚人延長賽，真名問卷諧星真實好感度調查
10.31 - 女藝人運動測驗，誰是新一代運動女王？「女藝人盛夏運動測驗」
11.02 - 第400集紀念-好好先生田村 亮整人特別節目
11.07 - 女藝人吐槽大排名，南明奈大戰早安少女組成員道重 (南明奈跟濱田布蘭妮首次參戰)
11.21 - 戀愛模擬「愛的世界末日」
11.28 - 求婚大作戰完整報導 (上)
12.05 - 求婚大作戰完整報導 (中)
12.12 - 求婚大作戰完整報導 (下)
12.26 - 突擊診斷！女藝人戀愛簡訊，是美女簡訊還是醜女簡訊？
- 2010年：

01.02 - 3小時SP： 50TA 夏天到秋天90天的傳說
01.11 - 糾察隊八卦頻道 / A夢家族.奇蹟美照對決（小杉VS藤本）/ 美人簡訊VS醜女簡訊
01.16 - 吐嘈大排名：當紅諧星篇
01.23 - 徹底追蹤辣妹漫畫家濱田布蘭妮
02.06 - 吐嘈大排名女藝人篇：越瞭解就越覺得是好女人
02.14 - 3小時SP：
Part1 - 男女奇蹟美照
Part2 - 吐槽大排名男諧星篇：其實沒什麼了不起的男人
Part3 - 266位男諧星票選最想嘿咻女丑大賽
02.27 - 藝人居家大搜索（水果酒.村上）/ 緊急企劃：陣內很危險，快要滅絕的諧星實況
03.06 - 吐嘈大排名女丑篇：跟這個女人在一起好像會很幸福
03.13 - 愛的整人計畫（奧黛麗.春日）/ 請選我，熟女（秋山、宇藤、春日）
03.20 - 庄司跟美貴避免破局計畫第二彈 / 美容大姊大Silk是何方神聖？
03.27 - 2小時SP：爆料溫泉（奧黛麗、北陽、陣內智則與小林劍道）/ 尋找鑽石女孩特別篇（上）
04.03 - 尋找鑽石女孩特別篇（下）
05.01 - 吐嘈大排名女藝人篇：沒有挑選男人眼光的女人（毒舌王 有吉闖入）
05.08 - 女丑戀愛聲援計畫1-近藤春菜
05.29 - 春季特别节目(上)： 想成为这个人的女友大赛(上)
06.05 - 春季特别节目(中)： 想成为这个人的女友大赛(下) , 魔术简讯2010当红谐星大搜查特别节目(上)
06.12 - 春季特别节目(下)： 魔术简讯2010当红谐星大搜查特别节目(中)
06.19 - 紧急计划美容大姐头SILK的美人塾 , 魔术简讯2010当红谐星大搜查特别节目(下)
06.26 - 小淳精选美人47都道府线简称“AKG47”(上)
07.03 - 小淳精选美人47都道府线简称“AKG47”(下)
07.10 - 当红谐星的吐槽大排名：不想介绍给父母的男人
07.17 - 美容大姐头的美人塾完全版 , 现在当红的名模小森纯 & 年近四十的女丑大久保佳代子：两人长得很像的疑惑是否属实？ , SILK搭讪老外
07.24 - 终结恋爱模拟爱的世界末日
08.07 - 吐槽大排名有吉闯入篇：在紧急关头会不折手段的女人 , 早安美女
08.14 - 伊藤麻子四十岁生日孤独日常生活整人验证：四十岁单身女丑的真实生态 , 欲望城市 & SILK的梦幻合作
08.21 - 三小时特别篇：经纪人大爆料：最不受欢迎谐星排行榜(上) , 魔术简讯：当红谐星紧急搜查特别篇 , 经纪人大爆料：最不受欢迎谐星排行榜(下)
08.28 - COOL & SEXY：奇迹美照
09.04 - 早安美女 , 这次实现命运相逢的女丑到底是谁
09.11 - 吐槽大排名当红谐星篇：如果结婚会选这个男人
09.18 - 藤本vs山崎vs小杉：想上床身材对决in冲縄
09.25 - 谐星老婆选出的：喜欢的谐星排行榜
10.02 - 谐星之妻的禁忌问卷：想上床的谐星排行榜
10.09 - 盛夏的整人单元：猪哥剋星 , 新单元 偷窥演艺圈发型录
10.16 - 现在还不嫌晚：有吉大师的艺人前途咨商
10.23 - 钻石女孩：染上本人色彩大赛
10.30 -女艺人盛夏体能测验
11.06 -女丑青木沙耶加：欢迎重回演艺圈特别节目
11.13 -全国女主播244人认真选出的喜欢谐星排行榜 , 恶魔三角关系特别篇：爱上的女人是女友的好友
11.27 -今天也将非常混乱女艺人版吐槽大排名 ：自卑先生黑色美乃滋吉田这次来踢馆
12.11 -现在还不嫌晚：有吉大师的艺人前途咨商 PART2
12.18 -偷窥演艺圈发型录 , THE STINGER：快来搭讪我的女友
- 2011年：

01.15 -私下行头没品味谐星冠军决定赛开幕
01.22 -第一届谐星体能测验
01.29 -今晚是谐星之妻的电话咨商
02.05 -魔术简讯特别篇in韩国
02.06 -兔年跨年整人5h：两百六十八名男艺人认真选择的想要交往的女丑排行榜 , 这些家伙在私低下有够乱来2010年版 , 魔术简讯特别篇in韩国
02.12 -恶魔三角关系：爱上的女人是女友的好友
03.05 -吐槽大排名当红谐星篇：如果要结婚会选这个男人
03.12 -快乐慎吾散播疗聊的新单元：愈疗慎吾送到家LOVE灌注 , 现在还不嫌晚：有吉大师 , 50TA帮忙做宣传歌曲
04.02 -一年一度的重要活动：我们的第一名
04.23 -第二届没品味谐星冠军赛开幕
04.30 -愈疗慎吾送到家LOVE灌注 , 恶魔三角关系爱上的女人是女友的好友
05.07 -终极恋爱模式爱的世界末日
05.14 -愈疗慎吾送到家LOVE灌注 , 前所未有的紧张状况吐槽大排名(有吉闯入篇)：不像话的女人
06.04 -全国选美佳丽选出的喜欢谐星排行榜 2011年已在私下这么乱来特别节目
06.18 -吐槽大排名当红谐星篇：其实个性好像很差的男人
06.25 -紧急上东京！！我儿子这样下去没问题吗
07.09 -小过气搞笑大赛 , 吐槽大排名男大姐版(有吉闯入贱嘴2人组整人计划)：好像能当好太太的男大姐
07.16 -COOL & SEXY：奇迹美照
07.23 -愈疗慎吾送到家LOVE灌注 , 我最爱恋爱了：男子讲堂开讲
07.30 -第三届没品味谐星冠军赛开幕
08.06 -终极恋爱模式男大姐的世界末日
08.13 -吐槽大排名当红谐星篇：好像很没品位的男人
08.20 -第二届谐星体能测验
08.27 -擅自提名的正经谐星大赛
09.03 -国民相簿美少女大赛
09.10 -盛夏3小时特别节目：女丑198人认真选出的崇拜女丑排行榜 , 圈内女性工作人员208人选出的最讨厌谐星排行榜
09.24 -终极恋爱模式熟女的世界末日
10.01 -小心变成自恋男：男人的自我排名
10.08 -盛夏的整人单元：猪哥剋星 , 请选择我：型男森巴
10.15 -女艺人盛夏体能测验
10.22 -小心变成自恋狂：男人的自我排名
10.29 -小过气搞笑大赛 , COOL & SEXY：奇迹美照
11.05 -秋季3小时特别节目：全国男大姐179人认真选出的想交往谐星排行榜 , 狩野今晚真的会变成型男
11.26 -吐槽大排名当红谐星篇：跟这个男人交往好像很无趣
12.03 -第四届没品味谐星冠军赛开幕
12.10 -有吉苦主会
12.17 -小心变成自恋狂：男人的自我排名
12.24 -500集特别节目最禁忌恋爱单元
- 2012年：

01.14 -小心变成自恋狂：女人的自我排名
01.25 -龍年5hr加辣版
02.04 -外表選美盃
02.11 -擅自提名諧星相簿大賽
02.18 -第5屆沒品味諧星冠軍賽開幕了！這次將發生出乎意料的大事件
02.25 -麻辣運動會2小時，20名女藝人展開運動對決
03.03 -吐槽大排名當紅諧星篇，女高中生最想結婚的對象到底是誰
03.17 -大受好評第2次舉辦！小心變成自戀狂，女人的自我排名
03.24 -愛的世界末日，速配佳偶生存大戰
03.31 -全新企劃「小淳來去住一晚」，徹底驗證誰是真正的好女人
04.07 -第2屆「外表選美盃」！超越性別，純粹比賽誰的外表最美
04.28 -「山崎苦主會」！今晚山崎終於遭到告發
05.12 -嚴懲豬哥3小時特別節目，睽違2年再度舉辦惡魔簡訊
05.26 -大受好評第3次舉辦！小心變成自戀狂，女人的自我排名
06.02 -女藝人&寫真偶像登場！終極戀愛模擬，愛的世界末日
06.09 -小淳這次是否能雪恥呢？第3屆諧星體能測驗，隆重登場
06.16 -第4次舉辦小心變成自戀狂，女人的自我排名！美女甜甜圈菊地亞美首次參戰
06.30 -50vs50，對等女孩！將無情挑戰女人的尊嚴
07.07 -肯定爆笑，擅自提名的諧星衝擊影片大賞！
07.21 -3小時特別節目「小淳來去住一晚 2」，將徹底驗證誰是真正的好女人!
07.28 -毒蛇加辣3小時！當紅諧星最新內幕，全部揭露30連發！
08.11 -交往後好像很會麻煩的男人？
08.18 -第3屆「外表選美盃」！超越性別，純粹比賽誰的外表最美！
08.25 -新企劃！公開只有經紀人才知道的當紅諧星處置法！
09.01 -煩惱藝人今後發展的晶記人前來委託，有吉大師將進行嚴苛的前途諮商！
09.15 -用整人計劃來發掘人才，未來的熊田、磯山選秀會2012！
09.29 -2小時特別節目！盛夏的體能測驗，27名女藝人的火熱對決！
10.13 -「迷人淑女大賽」將偷拍女藝人很有女人味的可愛一面！
10.27 -3小時特別節目，大受好評的諧星使用說明書特別版！
11.10 -後藤的精湛才藝基秘大解剖SP!
11.24 -男人鑑定2012以及諧星秋季健康檢查，2小時特別節目
12.08 -第1屆沒品味女王決定賽
12.15 -小心變成自戀狂，女人的自我排名
12.29 -3小時特別節目，女生版私底下有夠亂來2012篇，奇蹟美照2013月曆選秀會！
- 2013年：

02.02 -吐槽大排名 外籍女性挑戀人會選這個男人,睽違5年的品川與秋山再度來參加！
02.14 -164名男藝人認真選出的「想交往的女丑排行榜」+私下有夠亂來2012年底篇
02.23 -愛的世界末日，速配佳偶生存大戰
03.16 -小心變成自戀狂，女人的自我排名6
03.23 -平成起鬨王藤本徹底解析
03.30 -尋找未來的狩野村上，被整諧星選秀會
04.07 -最受歡迎諧星排行榜&有吉大師的藝人前途諮詢特別篇.
04.13 -女藝人有or沒有秀，將公開禁忌的戀愛情事
05.04 -第4屆諧星體能測驗運動大會3小時,千人幫手一起整人(尾形音樂劇大型企畫)
05.11 -新單元「快點想起我的名字」 22名的男諧星將真實驗證，武井咲是否記得自己的名字？
05.18 -小心變成自戀狂，女人的自我排名
05.25 -吐槽大排名当红谐星篇：誰是內在好像不錯的男人
06.01 -第2屆沒品味女王決定賽
06.08 -愛的世界末日，速配佳偶生存大戰
07.09 -3小時SP 獨身諧星對12位已婚諧星,單身諧星的惡夢,12位已婚男力數幸福和趣事. 小淳來去住一晚 第3彈(日本播出時間)
07.13 -2小時特別節目！惡整竹山45連發之旅！
07.20 -第3次舉辦！諧星使用說明書，經紀人的用心前16名！
08.03 -從朋友中尋找演藝圈最登對
08.17 -小心變成自戀狂，諧星尊敬排行榜！
08.31 -以5個重點來檢視大久保爆紅之謎！
09.07 -有吉大師的藝人前途諮商
09.14 -擅自提名諧星相簿大賽！丟人、爆笑照片大公開！
09.17 -一生一次的sp 田村淳结婚(日本播出時間)
10.05 -包下東京巨蛋，22位女藝人進行體能測量大會！
11.02 -睽違1年半再舉辦，沒品味諧星王決定賽！
11.10 -超終極戀愛模擬，熟女的世界末日！
11.16 -選美大吐槽！男人、女人跟男大姊超越性別比美！(原為3小時SP 日本播出時間10.22)
11.23 -26名男諧星知名度大檢測！長澤雅美及剛力彩芽是否記得他們名字？(原為3小時SP 日本播出時間10.22)
11.30 -小淳到女藝人家住一晚，驗證誰才是最棒的女人！！(原為3小時SP 日本播出時間10.22)
12.03 -水運大會SP(日本播出時間)
12.08 -女人私下服裝認真對決，第3代沒品味女王會是誰？
12.14 -緊急企劃！其實只有男女糾察隊在捧這些女藝人？
12.28 -化腐朽為奇蹟美照3小時！有吉大師前途諮商！
- 2014:

02.04 -男女糾察隊新春特別節目，2014年惡運女大賽！「這些傢伙在私下有夠亂來，2013年總清算篇」

### 吐槽大排名新人諧星版
「吐槽大排名新人諧星版（格付けしあう若手芸人たち）」的規則與女藝人版相同，邀請10位男性諧星（團體組合時是個別計算人數的，第1次和第2次也包含田村亮）作為排名的成員，由田村淳和飯島愛主持（第3次開始才加入田村亮）。通常都在凌晨1點進行錄影，錄影時間也異常的長。搞笑團體「不可接觸（アンタッチャブル）」、「小木矢作（おぎやはぎ）」都是經常出現的來賓。目前為酒井瑛里擔任主持。
- 2005.08.30 - 度量狹小的男人
- 2005.09.26 - 腦袋空空的男人
- 2005.10.03 - 不想生下這個男人的小孩
- 2005.12.06 - 接吻技巧很差的男人
- 2006.02.21 - 完全沒有品味的男人
- 2006.05.23 - 以二十幾歲的女性為調查對象，希望以結婚為前提交往的男人
- 2006.07.11 - 酒店女公關調查，很容易上當受騙的男人
- 2006.12.26 - 完全不懂女人的男人

### 吐槽大排名女諧星版
「吐槽大排名女諧星版（格付けしあう女芸人たち）」規則和一般的相同，但成員為10名女性諧星（團體組合時是個別計算人數的）。主持人為倫敦靴子。第1次的播出中，是與以「泡沫青田（バブル青田）」為藝名的青田典子，前往夏威夷找自己最喜歡的畫家「拉森（Lassen）」畫她的裸體畫的特別企劃一起播出，在排名結束時倫敦靴子的兩人與女諧星們一一接吻。是因為田村亮在休息室時被問到「這次的成員中想和誰上床？」，他回答是友近、青木沙耶加，還有搞笑團體「森三中」的黑澤，這段對話完全都被隱藏的攝影機拍攝下來播出，於是在錄影現場的黑澤因為沒有性經驗而被鼓吹和田村亮接吻。結果所有的女諧星成員都到田村亮前面排隊一一與他接吻，而南海甜心隊（南海キャンディーズ）的小靜（しずちゃん）表示希望能與田村淳接吻。另外，在第2次排名中首次登場的近藤春菜在節目中的演出令人印象深刻，之後她連續三週的節目都有參與演出，第三週搭擋和母親也一起參加節目。
- 2005.12.27 - 以一般男性為調查對象，希望能和她以結婚為前提交往的女人
- 2006.04.25 - 以電視節目劇本作家為調查對象，希望能和她以結婚為前提交往的女人
- 2006.10.17 - 以失婚男性為調查對象，希望能和她再婚的女人
- 2007.02.13 - 以外籍商務人士為調查對象，希望能和她以結婚為前提交往的女人

### 男人心大考驗
男人心大考驗（オトコ試験！）日本2007年10月23日開始播出，是邀請30位女藝人共同參與作答題目的單元，題目為男人對女人的喜好或是之間的相處行為，例如「對女性的身體最在意的部位為何?」、「什麼行為算變心？」「在無人的公園, 男生會想怎麼坐？」，「第一次牽手的理想樣子？」都是十分具有話題性的題目，答案則是訪問街頭1000名隨機男性統整的結果，播出後造成熱烈的討論，甚至會有藝人會想認真做題目而忘記正在上節目，變的十分安靜。目前已舉辦過四次，也舉辦過一次女人心(オンナ試験！)大考驗。
此單元曾被台灣多個電視節目抄襲：
- Channel V綜藝節目《模范棒棒堂》抄襲創意，訪問對象由男性換成女性，訪問人數也只有100名
- 中國電視公司週末綜藝節目《我猜我猜我猜猜猜》的新單元「男人心海底針」單元創意抄襲於此。

### 豬哥剋星
豬哥剋星（ドすけべホイホイ）為典型的陷阱型單元，在男諧星在餐廳休息時，故意在附近安排穿著暴露的年輕女生，試探男諧星是否會偷看。從女生將上衣（外套）脫掉時開始計算，5分鐘內沒有偷瞄者，可得到獎金日幣100萬元。但每偷瞄一眼獎金就會減半，獎金歸零後就會受到懲罰（通常是被偷瞄的女生當面在餐廳大聲斥責是色狼）。搞笑團體「安田大馬戲團（安田大サーカス）」的HIRO曾經因為太過專注在眼前的食物上，完全沒有偷瞄女生，成功獲得獎金100萬元。
此單元曾被台灣電視節目抄襲創意：
- 臺灣電視公司周末綜藝節目《綜藝最愛憲》的「愛拼才會贏」單元的原始創意即抄襲於此，但是尺度比原版收斂。

### 尋找原石美女
此單元曾被台灣電視節目抄襲：
- 中國電視公司綜藝節目《我猜我猜我猜猜猜》抄襲此單元

### 糾察隊八卦頻道
由小淳和青木所帶領的記者群，去採訪當事人有關傳出的誹聞和小淳私下查到的訊息，被採訪的藝人都會招架不住。

### 惡魔簡訊
2003年至2004年推出的「The Bl@ck Mail（ザ・ブラックメール）」單元，是以美女埋伏在日本各大電視台（如：朝日電視台、東京電視台、日本電視台、富士電視台等）之外，以新生代諧星為目標，讓美女偽裝成粉絲給予簡訊地址，再讓小淳以手機跟諧星們互通簡訊。等到時機成熟後，再派出美女們跟諧星們約會，並給想對粉絲下手的藝人們給予「嚴厲的制裁」（通常是製作一個地洞陷阱讓諧星因某些理由經過而摔下，當瓦基上當時還有在一個晚上築起一座足球場，只為了讓他因踢足球而落下的紀錄）。此單元在2008年和2009年以「Magic Mail」（マジックメール）名稱播出，進行模式與原惡魔簡訊單元大致相同，但改以當紅的寫真偶像作為誘餌，如知名的：杉原杏璃、小林惠美、愛川柚季、大久保麻梨子等等寫真偶像。
Channel V綜藝節目《我愛黑澀會》連續抄襲此單元:
- （2009/01/22）美眉惡作劇：惡魔簡訊  Kid愛情友情大抉擇。主角:circus中的Kid。
- （2008/12/10）美眉惡作劇：帥哥搭訕篇。主角:Apple、瑤瑤。

### 男星時尚大賽
「男星時尚大賽（男の着こなしグランプリ）」，以某個名目讓不知情的男星來到朝日電視台，突然告知節目更動後，給予三道課題要男星們馬上回家準備衣物（住在東京以外都道府縣者，則是在本人不知情的情況下，偷偷將其所有衣物帶至電視台），讓他們根據不同的主題換裝，接受主持人及來賓的評論。
此單元曾被台灣電視節目抄襲：
- 中天電視台帶狀節目《康熙來了》抄襲創意，主角從男星換成女星。

### 記憶之牆
「記憶之牆（記憶の壁）」本來是為了節目300集而特別製作懲罰小淳的特別節目，後來演變成固定單元。邀請跟來賓有過交集的人來到節目，讓來賓想出他們是誰。來賓有一次被提示的機會，若猜錯則要從來賓的皮夾裡抽出日幣一萬元作為懲罰，給予慰問金。曾上過節目的有宮迫博之、石田純一、陣內智則等人。
此單元曾被台灣電視節目抄襲：
- 中天電視台帶狀節目《康熙來了》於2007年9月初抄襲，主角為楊丞琳。

### 刪除女
「刪除女（消去女）」的規則是，在錄影現場中的10位女性藝人中，針對其中某位藝人進行民意調查，再於現場一一發表調查得到的好印象（例如：「聰明的」、「性感的」等）。再由所有來賓推測這些好印象是符合其中哪一位來賓，不符合這項好印象的來賓會被刪除（就是消去女）。刪除的決定權掌握在代表（隊長）手中（第1回：出川哲朗、第2回：劇團一人（劇団ひとり）、第3回：山本圭一）。最後如果剩下的女藝人是民意調查的對象，所有來賓每人就可得到獎金10萬元。但最後往往因為大意的推測而失敗。出川哲朗擔任隊長時，因無主見而遭淘汰。劇團一人擔任隊長時，因枉顧眾女的建議，刪去自己猜測的女性藝人，在最後的選項錯失獲得獎金的機會，結果慘遭飯島愛賞巴掌。
此單元曾被台灣多個電視節目抄襲：
- 中天電視台帶狀節目康熙來了已有過一次抄襲的紀錄。
- Channel V綜藝節目《我愛黑澀會》於2007年一月涉嫌抄襲單元。

### 時尚大吐槽
「時尚大吐槽（オシャレゲート）」由倫敦靴子、梨花、飯島愛、青木沙耶加等人在朝日電視台突擊檢查路過藝人衣著裝扮，判定該藝人的時尚度。梨花及飯島愛退出此節目後，其角色由Sheila及山本夢娜取代。（在「青木大笨蛋100連發」企畫裡，曾由柳原可奈子穿上奇怪的粉紅色緊身衣登場，還以一些冠冕堂皇的理由說明這樣穿的原因。）

### MQ維他命
「MQ維他命（MQサプリ）」以模仿友台富士電視台節目「腦內活化 IQ維他命」，實質上則是利用來賓郵件出題的單元，「MQ」則是郵件猜謎的略語。來賓以郵件內容為題目來進行猜謎回答的形式。據說為了重現本尊，佈景花了1500萬日元，製作時還特別得到本尊節目的同意。內容有「合體送信文」、「鏡面文字」以及「MQ都道府縣」等等。

### 爆料溫泉
「爆料溫泉（カミングアウト温泉）」安排諧星拍檔或女性偶像的朋友組合，一邊洗溫泉一邊互吐彼此對對方的不滿。當其中一方的不滿累積到一定程度時會按下手邊的按鈕(有些諧星則是隨意按下或者在某些奇怪的狀況按下)，這時會有大量的溫泉噴向對方的臉上。這個企劃也常常造成來賓的走光。

### 抓扒仔大人
「抓扒仔大人（タレコミ奉行）」，由田村淳以日本古裝扮相模仿時代劇【名奉行‧遠山金四郎】主角－江戶南町奉行遠山金四郎登場(裡面會穿上後面印著諧星丟臉照片的肉色衣服，小淳稱之為"背上的刺青")，對在外素行不良的好色男諧星進行制裁。常常有過度激烈的懲罰（例：搔乳頭之刑、吊網襪之刑等）。在2006年5月2日播出的內容中，搞笑團體「安田大馬戲團」的小黑（クロちゃん）向南海甜心隊的小靜告白，結果遭到直接的拒絕；同為搭擋的HIRO是扮演這個企劃的警衛。目前播出頻率已降低。

### 50：50身價大對決
50：50身價大對決（50:50 芸能人バランスファイト）由節目固定來賓參加，先以藝人為主設定一個假想的情況當作題目（例如：「被熊田曜子從後面環抱」、「與上戶彩進行兩人三腳」、「讓福山雅治隔著電話對你唱櫻坂」、「跟速水茂虎道成為筆友」等），再指定一名來賓提出一個相同程度的活動（例如：「躺在我的大腿上」）。接著讓在另一個房間的100名觀眾投票給他們想要進行的活動，如果能得到剛好50比50各半的選擇結果，所有來賓就可得到日幣50萬元的獎金（所有來賓平分）。在100名一般觀眾中也會混入諧星藝人，在投票後代表觀眾發表評論。目前還沒有人真正得到獎金，幾乎都因挑戰者形象差距太大或自視過高而失敗，可稱作藝人對自我身價的一次考驗。

### 田村計程車
在熊田曜子前往世界中心謝罪的播出中「田村計程車（田村タクシー）」為了將熊田送往機場而首次登場，之後就成為固定單元。到現在為止的乘客有叶姊妹（叶姉妹）、東方收音機、YOU、瑛士、伊東美咲、鈴木宗男（日本衆議院議員）、館廣、米倉涼子、生瀬勝久、次長課長、中川家、杉浦太陽等。所使用的車輛日產汽車（Nissan）的「CEDRIC」。

### 臉蛋好壞球
「臉蛋好壞球（顔面どストライク）」邀請女性藝人擔任來賓，節目準備了50位一般男性的臉部照片，兩張為一組讓女藝人選出自己喜歡的長相（二選一），最後剩下的照片就是該女性藝人的「臉蛋好球」。其他來賓則要對女藝人的選擇進行預測。

### 明星自我分析優缺點
「明星自我分析優缺點（スター自己分析良い所悪い所）」是邀請大牌的藝人到節目中，分析自己的優點與缺點，再由其他數名來賓輪流猜測大牌藝人分析的結果，並檢查是否吻合。在猜測缺點時，常會演變成失言的尷尬情況，也有激怒來賓的情形。

### 被害者協會
為了滿足自己的慾望，將男人一個一個交往後進行利用，像魔鬼一般的女人，被稱為魔性之女。由被魔性之女所害的男性共同組成的「被害者協會（被害者の会）」，委託男女糾察隊調查並制裁魔性之女的惡行。因為受到想要的東西的誘惑，再加上協力者的包圍攻勢，讓魔性之女令人驚訝的真面目在隱藏的攝影機下完全被公開。最後在大型的螢幕上宣判魔性之女的罪行，每次都有令人印象深刻的魔性之女登場。目前則轉為：深受知名諧星而擾亂，如：有吉弘行、山崎弘也，猶如之前的魔性之女。只不過，從魔性之女所害的男性，改為：看似阻礙年輕諧星或小明星的發展，只顧自己大放異彩、出風頭，其實皆為：做節目效果的超人氣諧星。雖畫面中的受害者，或怒不可抑，或五味雜陳卻又無可奈何，故請男女糾察隊代為制止，並要求公開道歉。但通常被血淚般控訴的諧星，亦有其出人意表、天外飛來一筆的驚奇結局。

### 處罰遊戲
男女糾察隊常有成員間的互相較量和比賽，輸的一方就要進行「處罰遊戲（罰ゲーム）」。
- 在世界的中心呼喊對不起

在「吐槽大排名」中，寫真女星熊田曜子說：「如果青木沙耶加的寫真集銷售贏過我，我就到世界的中心去謝罪。」結果，青木的寫真集真的暢銷，熊田於是前往澳洲艾雅斯岩謝罪。而在這集節目中初次埋伏登場並將熊田送往機場的「田村計程車（田村タクシー）」也成為節目日後的慣例。
- 在赤道上謝罪

青木沙耶加曾表示：「要是梨花的寫真集賣超過5萬本（青木銷售量約八萬本，但因兩人寫真集價差逾兩倍，故梨花只要賣五萬本即算得勝），我就在赤道上謝罪。」結果銷售量真的如她所言。因此青木前往新加坡，在赤道下說一連串的笑話以示謝罪（但小淳故意設計為只是「接近赤道」的地區）。
- 故鄉的Jesus

青田典子和熊田曜子的CD單曲銷售量對決，由於熊田輸了，因此她依約前往自己的故鄉日本岐阜縣，首次公開學生時期的生活照片。而且，在鄉親（高中同學和老師，國中的初戀情人）面前表演青田典子的招牌搞笑動作「Jesus（ジーザス）」。（青田CD銷售量排名12、熊田排名15）

### 外表選美盃
- 規則：每隊五至六人，成員分為男諧星、男大姊、女諧星三種組別，皆以女裝上場，讓不知道這個單元的外國人以外表選擇喜歡的組別，在上場比賽前，各隊看不到他隊的成員外表。

此單元被節目抄襲：
- 《康熙來了》－「看外表不同性別選美大會」[3]

### 還來的及嗎!?有吉大師的藝人出路對談
2010年8月17日開始播出，以毒舌卻中肯而出名的有吉特別為因工作不順而有煩惱的藝人給與出路對談的單元，而後因大受好評而成為主要單元之一。
- 內容：每組藝人皆會有經紀人陪同，工作人員會私下拍攝藝人參加節目前與經紀人的私下會談。

## 已經中止的單元
- 夏季青少年犯罪一舉逮捕企劃 S.W.A.T（夏の青少年犯罪一斉検挙企画　ザ・マウストラップ）
- 小淳大整人（淳ドッキリ）
- 魔性之女檢驗
- 送貨小弟
- 男女High＆Low
- 淳子的房間（淳子の部屋）
- 偶像陷阱（Idol Trap）改由網路版播放

## 大型特別企劃
節目時常在特別節目時進行大型企劃，著名的企劃如下：
- 2004年春季，出川哲郎向阿部瑠理子求婚，在企劃5000萬日圓（估計）全面支持下，前往義大利取景，完成此次求婚。
- 2004年秋季，採訪女諧星青木沙耶加的男友並到男友老家石垣島與他父母會面，這個企劃曾創下30.4%的超高收視率。
- 2005年春季，企劃青木沙耶加的寫真集特輯，由田村淳祕密擔任製作人，前往沖繩拍攝寫真集照片。後來還舉辦了動員1000名觀眾的假發表記者會。
- 2005年秋季，花費8000萬日圓，在法國製造以假亂真的巴黎時裝秀，讓青木沙耶加以為在真正的巴黎服裝秀上走秀。
- 2005年末，安排青田典子到夏威夷，讓她最崇拜的畫家「Lassen」畫她的裸體畫。

- 泡沫青田

2006年春季，青田典子經由田村淳的幫忙，以「泡沫青田」（バブル青田；此藝名與青田典子懷念泡沫經濟時期有關）身分出道，製作單位委託小室哲哉擔任製作人，並使用了他的未公開歌曲，發行了單曲「Jesus」。並於3月29日在千葉幕張展覽館（幕張メッセ）舉行了新曲發表演唱會，吸引了約2000名觀眾前來。並由TRF為她編舞，此外小室和TRF還特別變更行程前往會場觀看演出。此外，這次的播出包含了言行備受爭議的女藝人阿比留優的演出，在節目播出後，觀眾的抗議電話湧入電視台。花費9000萬日圓
- 情熱犬陸

在日本於2006年8月8日播出（台灣於10月30日首播）。由於青木沙耶加非常喜歡日本MBS電視台的人物深度紀錄片節目《情熱大陸》，也想要成為該節目採訪的對象，但未能實現。因此為了讓青木能體驗上《情熱大陸》的感覺，《男女糾察隊》的製作單位偽裝成《情熱大陸》節目和青木接觸，並比照《情熱大陸》對青木展開60天的貼身採訪，但這個假的節目實際上名稱為《情熱犬陸》。到了預定播出《情熱犬陸》當天，製作單位讓青木在藝人休息室中觀看，而小淳和部份吐槽大排名女星在另外的房間監視青木的反應，並也同步看著《情熱犬陸》的播出。和真正的《情熱大陸》不同，假的《情熱犬陸》節目內容故意設計了許多怪異之處，包括旁白將青木念成「青田」、或是攝影時畫面的焦距都在背景的動物擺設上。當天晚上《情熱犬陸》這個節目只有在青木的休息室和小淳等人所在的房間播出，而真正對日本全國播出的《情熱大陸》節目，該集的主題則是足球教練歐西姆（Ivica Osim），而為了避免青木因看到報紙或雜誌上的節目表，而發現《情熱大陸》真正的節目內容，製作單位還特別告訴青木「歐西姆教練的內容因故延後播出」。事前完全不知情的青木，還將自己要上《情熱大陸》的消息告訴許多親友，結果知道自己被整後，還必須一一打電話向親友澄清。為了不讓青木發現是《男女糾察隊》的整人單元，製作單位還特別派出青木未曾看過的攝影人員來進行採訪。
小淳和其他女星監視青木所在的攝影棚，其背景的板子上寫的是真正《情熱大陸》的拼音（JOHNETSU TAIRIKU）。
- 阿比留優100公里馬拉松

在日本於2006年8月29日播出（台灣於同年11月27日首播）。在阿比留優成年禮的典禮中，田村淳突然到訪並送上全套馬拉松裝備，邀約進行24小時100公里馬拉松。此次的企劃，意圖挽救阿比留優的演藝生涯，展現阿比留優不為外人所知的另一面。
- 吐槽女子十二樂坊

2006年末，《男女糾察隊》製作單位找來青田典子（吉他）、國生小百合（豎琴）、熊田曜子、森下千里（兩人皆為長笛）、山口萌、阿比留優（薩克斯風）、星野亞希（打擊樂器）、安惠美（木琴）、垠凌（低音大提琴）、青木沙耶加（鋼琴，也是隊長）組成「吐槽女子十二樂坊」（格付け女子十二楽坊），練習演奏約翰·藍儂的歌曲「Happy X'mas」，並在2006年的聖誕節前舉辦了一場音樂會。此外，後來還找來神祕團員藤井尚之（日本知名薩克斯風樂手），小淳也加入鋼琴演奏。在行前他們拜訪了正宗的女子十二樂坊，獲得名稱使用權認可。演奏會上由飯島愛擔任製造雪花的工作人員，田村亮則把臉部塗白成為佈景的裝飾之一。
- 青木大笨蛋100連發

2007年9月，《男女糾察隊》執行了「青木大笨蛋100連發」（青木ドッキリ100連発），為了青木沙耶加在《世界驚險絕景》特別節目中說「我覺得如果被整，表示那個節目是對藝人最高的愛情表現」，而《男女糾察隊》卻近半年沒整青木，因而執行此次計畫：在三天內青木走過的不同的地方，放上「青木大笨蛋」（青木のバガ）這行字，總共會出現100次；而如果青木看到的話，便要他記起來，寫在筆記本中。該企劃保守估計花了超過幾百萬日幣（足球隊旗幟30萬、巴士廣告133萬、廣告用飛行船180萬等等），是個讓青木哭笑不得的特別企劃之一。
- 1億元版稅的男人！ 無家可歸的中學生愛的紀錄100天

2007年10月，諧星團體麒麟的田村裕因著書《無家可歸的中學生》大賣，《男女糾察隊》製作單位因為之前在播出惡魔簡訊SP後才告知田村裕被欺騙，小淳因此設計送上四位美女來表示歉意，打算來個Happy計畫來讓田村覺得自己很有女人緣。不過田村卻與四位美女有同時追求的嫌疑，小淳便臨時變更成了懲罰計劃。計畫中邀請到了叶姉妹、內海宮土理以及中尾彬的豪華組合。
- 50TA

2009年春季，為了響應慶祝朝日電視台開台50周年，由於在「Magic Mail」單元上當的搞笑藝人狩野英孝曾在該單元為誘餌女藝人秋山莉奈編寫情歌，因此主持人田村淳設計了要讓狩野成為歌星的整人計畫，還給予了一個「50TA」的藝名（本意是「50 TV Asahi」，即「50週年 朝日電視台」；但是告訴狩野的意思是「GO Top Artist」，而日語的「5」與英語「GO」的發音類似），一切的製作請到專業的唱片公司，並且耗時兩個月製作，並做出了五首歌曲（但未發行），最後則是在請到1000名整人幫手的演唱會上，以讓狩野掉入地洞作結。至於虛構的單曲封面，則是與朝日電視台的長壽談話節目《徹子的房間》（徹子の部屋）合作，並製成海報展示在位於六本木新城的朝日電視台總部大樓一樓大廳內。
節目播出後，由於內容大受歡迎，而歌曲在朝日電視台手機網站下載次數更超過45萬人次，製作單位在2009年2月22日（這天也剛好是狩野的生日）推出緊急企劃，於六本木新城露天廣場為狩野舉行「50TA」的公開演唱會，並在2009年3月3日的節目中播出（台灣於同年6月1日首播）。除了整人演唱會上演唱的五首單曲外，在此次演唱會上也發表了兩首新歌；雖然此次緊急企劃並沒有整人，但在演唱會的最後，狩野必須向之前整人企劃中，對資深歌手大友康平在假對談內大放厥詞的行為公開謝罪。

## 配樂
台灣播出的配樂大多與日版不同，主要是因為版權問題。
男女糾察隊的背景音樂中，有兩首歌曲都是由日本樂團橘子新樂園（ORANGE RANGE）所演唱的。
- 《路標～a road home～》
- 《LOCOLOTION》

## 製作人員
- 執行製作人：加地倫三
- 主導演：藤城剛
- 製作人：小野晋太郎、鈴木孝貴、石水浩
- 導播：齋藤由和、磯畑哲也、小島健嗣、尾形了、市村進之介、稲垣知宏、杉山桂一、松本夏、近藤大輔
- 構成：高須光聖、摠谷博志（そーたに）、中野俊成、橘人成（たちばなひとなり）、町田裕章、岩本哲也、興津豪乃
- 旁白：佐藤賢治

## 外部連結
- ロンドンハーツ （页面存档备份，存于） - テレビ朝日による番組公式サイト
- ドッキリハーツ （页面存档备份，存于） - 同上
- YouTube上的LONDONHEARTS NET MOVIE頻道
- 男女糾察隊的X（前Twitter）
- 男女糾察隊的Instagram帳戶
- 男女糾察隊的Facebook專頁
- 豆瓣評分9.1 （页面存档备份，存于）

## 節目的變遷
| 日本朝日電視台 週日晚間8時                   | 日本朝日電視台 週日晚間8時                 | 日本朝日電視台 週日晚間8時 |
| -------------------------------------------- | ------------------------------------------ | -------------------------- |
|                                              | 閃電！倫敦之心 （1999.4.18 - 2001.09）     |                            |
| サンデーパワーTV ※19:00 - 20:54 （特別節目） | 弾丸!ヒーローズ （2001.10.21 - 2002.2.24） |                            |
| 日本朝日電視台 週二晚間9時                   |                                            |                            |
| 人気者でいこう! （1997.10.14 - 2001.9.25）   | 男女糾察隊 （2001.10.23 - 播出中）         | --                         |

| 臺灣 緯來日本台 每星期六23:00 | 臺灣 緯來日本台 每星期六23:00 | 臺灣 緯來日本台 每星期六23:00 |
| ----------------------------- | ----------------------------- | ----------------------------- |
|                               | 男女糾察隊 （2004 - 播出中）  |                               |
| —                             | —                             |                               |